# Radio 80
Radio 80 è un'emittente radiofonica con sede legale a Padova e studi a Noventa Padovana in Via Salata 58. 
È nata il 19 aprile 2002 e trasmette musica anni 80 e 70.

## Storia
È nata nel 1976 a Conegliano con il nome di Radio Ape 80. 
Negli anni 80, si trasferisce a Padova, in via Giacinto Longhin 121, cambiando nome in Radio 80, dopo una prima espansione, nel 1993, avviene un ridimensionamento dell'area di copertura. 
Nel 2002 entra a far parte di Company Group (Radio Company e Radio Valbelluna). Nel 2009 il gruppo, si fonde con il Gruppo Radio Padova, dando vita a Sphera Holding, gruppo radiofonico attivo nel Triveneto.

## Staff
- Antonello Danieli
- Fabio De Magistris
- DJ Nick
- Harry Morry
- Fabio Parodo
- Mauro Tonello
- Double Fab